# Ada (dopływ Tundży)
Ada (bułg. Ада) – rzeka w południowej Bułgarii, w obwodzie Jamboł, w gminie Tundża; lewy dopływ Tundży.
Swój bieg zaczyna na wzniesieniach Bakadżicite, na wysokości 370 m n.p.m., na południe od szczytu Kaleto o wysokości 488 m n.p.m. Płynie w kierunku południowym i dociera do miejscowości Czełnik, gdzie skręca w kierunku południowo-zachodnim. Uchodzi do Tundży na wysokości 110 m n.p.m., 1,6 km od miejscowości Konewec. 1,2 km od ujścia brzegi Ady zostały skorygowane i bieg rzeki przesunięto w kierunku południowo-wschodnim.
Powierzchnia zlewni wynosi 54 km², co stanowi 0,64% dorzecza Tundży. Głównym dopływem Ady jest Iłaczdere.
Najwyższy poziom wody w rzece występuje od lutego do maja, natomiast najniższy poziom wody w listopadzie.
Na Adzie znajduje się zbiornik retencyjny Asenowo.
Do 1934 roku rzeka nosiła nazwę Kojunbunar.